# Гребля Акжар
Гребля Акжар – колишня селезахисна споруда на півдні Казахстану.
Селеві явища є типовими для північних схилів Заілійського Алатау, тому тут спорудили цілий ряд захисних гребель, зокрема, на потоку Акжар (притока  річки Аксай). В останньому випадку звели споруду із залізобетонних стрижнів висотою 7,2 метра, довжиною 23 метра та шириною по гребеню 7,8 метра. Об’єм селесховища становив лише 112 (за іншими даними – навіть 35) тисяч м3.
24 травня 1985 року по руслу Акжар пройшов сель з максимальною витратою 13 м3/с. Хоча за проектом гребля була розрахована не селі до 143 м3/с, проте відбулось заповнення сховища з подальшим переливом селевої маси через гребінь (втім, наслідком стало лише занесення автодороги). Крім того, сталось розмивання бортів долини із «зависанням» пліч греблі. 
Конструкція греблі була наскрізною (дещо нагадувала бджолині соти) та передбачала затримання валунів розміром більш ніж 0,7 метра перед спорудою та уловлювання менших валунів внутрішніми комірками. При цьому лише за два роки накопичення каміння унеможливило прохід дрібних часток та призвело до повного занесення селесховища.
Можливо відзначити, що станом на 2023 рік на самій річці Акасай велось будівництво великої селезахисної греблі. 